# Ptychopetalum anceps
Ptychopetalum anceps är en tvåhjärtbladig växtart som beskrevs av Oliver. Ptychopetalum anceps ingår i släktet Ptychopetalum och familjen Olacaceae. Inga underarter finns listade i Catalogue of Life.